# Махиня Михайло Михайлович
Михайло Михайлович Махиня (29 вересня 1906, село Валява, тепер Городищенського району Черкаської області — 19 червня 1987, місто Київ) — український радянський партійний діяч, 1-й заступник голови Держплану УРСР. Член ЦК КПУ в 1966—1981 р. Депутат Верховної Ради УРСР 7—9-го скликань.

## Біографія
Народився в родині робітника.
З 1919 по 1923 рік працював підручним слюсаря, а з 1923 по 1928 рік — слюсарем цукрового заводу в місті Кагарлику на Київщині. Одночасно в 1925—1928 роках — агітатор-пропагандист, секретар Кагарлицького районного комітету ЛКСМУ на Київщині. 
З 1928 по 1930 рік служив у Червоній армії в Київській окрузі.
Член ВКП(б) з 1930 року.
У 1930—1935 роках — студент Київського хіміко-технологічного інституту харчової промисловості, здобув спеціальність інженера-технолога харчової промисловості.
У 1935—1937 роках — хімік Весело-Подолянського цукрового заводу міста Семенівки на Полтавщині. У 1937—1938 роках — заступник головного інженера Радянського цукрового заводу села Оріхівки Лубенського району Полтавської області.
У 1938—1940 роках — директор Радянського цукрового комбінату села Оріхівки Лубенського району Полтавської області.
У 1940 році — директор Весело-Подолянського цукрового комбінату міста Семенівки Полтавської області.
У липні 1940—1941 роках — заступник народного комісара харчової промисловості Української РСР із кадрів.
У 1941—1943 роках — уповноважений оперативної групи Військової ради по забезпеченню армії матеріально-технічним і продовольчим постачанням на Південно-Західному і Воронезькому фронтах. Учасник німецько-радянської війни.
У 1943 (затв. у липні 1944) — грудні 1946 року — заступник народного комісара (міністра) харчової промисловості Української РСР із кадрів. У грудні 1946 — грудні 1949 року — заступник міністра харчової промисловості Української РСР.
У грудні 1949 — квітні 1952 року — 1-й заступник міністра харчової промисловості Української РСР.
У 1952 — травні 1957 року — заступник, 1-й заступник міністра промисловості продовольчих товарів СРСР.
У липні 1957 — квітні 1959 року — начальник відділу харчової промисловості Державної планової комісії Ради Міністрів УРСР — міністр Української РСР.
У квітні 1959 — жовтні 1960 року — начальник відділу харчової промисловості Державної планової комісії Ради Міністрів УРСР.
У жовтні 1960 — січні 1966 року — заступник голови Державного планового комітету Української РСР.
Одночасно з жовтня 1961 року — голова Ради по координації та плануванню роботи раднаргоспів Південного економічного району.
У січні 1966 — 1979 року — 1-й заступник голови Державного планового комітету Української РСР.
З 1979 року — персональний пенсіонер союзного значення в Києві.

## Звання
- військовий технік 1-го рангу

## Нагороди
- орден Леніна
- орден Жовтневої Революції
- два ордени Трудового Червоного Прапора
- два ордени Вітчизняної війни ІІ ступеня (26.08.1943, 6.04.1985)
- орден «Знак Пошани»
- вісім медалей
- дві Почесні грамоти Президії Верховної Ради Української РСР (.09.1966,)
- Заслужений працівник промисловості Української РСР